# Bakennefi II.
Bakennefi II. (altägyptisch Bak-en-nefi II.), Vater des Libyers Nesinaqedi, ist der Name des altägyptischen Fürsten von Leontopolis (Tell el-Muqdam), dessen Regierungszeit wohl zwischen 732 und 727 v. Chr. (dritte Zwischenzeit) endete. 
Er wird als dortiger Regent in der Fürstenliste des Pije erwähnt und war wahrscheinlich am Widerstand gegen Pije beteiligt. Mit ihm kämpften unter anderem Osorkon IV., der aus Letopolis stammende Priester Padihorsemataui, der im Fischgau ansässige Auput II., Tefnachte und Petubastis II. (Padiaset), Fürst von Athribis, gegen Pije.